# Jászapáti járás
A Jászapáti járás Jász-Nagykun-Szolnok vármegyéhez tartozó járás Magyarországon, amely 2013-ban jött létre. Székhelye Jászapáti. Területe 544,45 km², népessége 32 732 fő, népsűrűsége 60 fő/km² volt a 2012. évi adatok szerint. Két város (Jászapáti és Jászkisér) és hét község tartozik hozzá.
A Jászapáti járás a járások 1983-as megszüntetése előtt is létezett, ezen a néven az 1950-es járásrendezéstől kezdve, korábbi neve Jászsági alsó járás volt. Székhelye mindvégig Jászapáti volt, és 1961-ben szűnt meg. 

## Települései
| Település           | Rang (2013. július 15.) | Kistérség (2013. január 1.) | Népesség (2012. január 1.) | Terület (km²) |
| ------------------- | ----------------------- | --------------------------- | -------------------------- | ------------- |
| Jászapáti           | járásszékhely város     | Jászberényi                 | 8 947                      | 78,16         |
| Jászkisér           | város                   | Jászberényi                 | 5 165                      | 130,11        |
| Jászladány          | nagyközség              | Jászberényi                 | 5 713                      | 92,73         |
| Alattyán            | község                  | Jászberényi                 | 2 101                      | 34,29         |
| Jánoshida           | község                  | Jászberényi                 | 2 424                      | 34,79         |
| Jászalsószentgyörgy | község                  | Jászberényi                 | 3 432                      | 47,67         |
| Jászdózsa           | község                  | Jászberényi                 | 2 110                      | 42,86         |
| Jászivány           | község                  | Jászberényi                 | 405                        | 39,51         |
| Jászszentandrás     | község                  | Jászberényi                 | 2 435                      | 44,33         |

## Története
A Jászapáti járás az 1950-es járásrendezés során jött létre 1950. június 1-jén az addigi Jászsági alsó járás nevének megváltoztatásával, és 1961. október 31-ével szűnt meg, területét ekkor felosztották a Jászberényi és a Szolnoki járás között.

### Községei 1950 és 1961 között
Az alábbi táblázat felsorolja a Jászapáti járáshoz tartozott községeket, bemutatva, hogy mikor tartoztak ide, és hogy hova tartoztak megelőzően, illetve később.
| Község              | Mikortól        | Honnan                  | Meddig            | Hova                 |
| ------------------- | --------------- | ----------------------- | ----------------- | -------------------- |
| Jászalsószentgyörgy | 1950. június 1. | Jászsági alsó járásból  | 1961. október 31. | Jászberényi járáshoz |
| Jászapáti           | 1950. június 1. | Jászsági alsó járásból  | 1961. október 31. | Jászberényi járáshoz |
| Jászdózsa           | 1950. június 1. | Jászsági felső járásból | 1961. október 31. | Jászberényi járáshoz |
| Jászivány           | 1950. június 1. | Jászsági alsó járásból  | 1961. október 31. | Jászberényi járáshoz |
| Jászkisér           | 1950. június 1. | Jászsági alsó járásból  | 1961. október 31. | Jászberényi járáshoz |
| Jászladány          | 1950. június 1. | Jászsági alsó járásból  | 1961. október 31. | Szolnoki járáshoz    |
| Jászszentandrás     | 1950. június 1. | Jászsági alsó járásból  | 1961. október 31. | Jászberényi járáshoz |
| Tiszasüly           | 1950. június 1. | Jászsági alsó járásból  | 1961. október 31. | Szolnoki járáshoz    |

### Történeti adatai
Megszűnése előtt, 1961 közepén területe 567 km², népessége pedig mintegy 46 ezer fő volt.